# Лундин, Бенгт-Оке
Бенгт-Оке Лундин (швед. Bengt-Åke Lundin; род. 25 ноября 1963) — шведский пианист.
Окончил Стокгольмскую консерваторию (1989), дипломное исполнение Первого фортепианного концерта П. И. Чайковского со Стокгольмским филармоническим оркестром вызвало внимание критики. В дальнейшем выступал как солист со многими оркестрами Швеции и Германии, гастролировал в США, Великобритании, Нидерландах, Австрии и др. Особое значение имело сотрудничество Лундина с египетским композитором Азизом Аш-Шавваном, фортепианный концерт которого он исполнил в Каире в 1993 году, а затем записал. Как аккомпаниатор выступал со шведскими певцами Петером Маттеи, Маленой Эрнман и др.
Среди записей Лундина — альбом сольной музыки Леопольда Годовского, различные сочинения шведских авторов.